# (33793) 1999 SO26
1999 أس أو 26 (ويعرف أيضًا باسم (33793) 1999 أس أو 26 وفق تسمية الكوكب الصغير) (بالإنجليزية: 1999 SO26)‏ هو كويكب ضمن حزام الكويكبات؛ وترتيبه 33793 من حيث الاكتشاف.
اكتُشف هذا الجُرم الفلكي بواسطة بحث لنكولن عن الكويكبات القريبة من الأرض في 30 سبتمبر 1999.

## وصلات خارجية
- (33793) 1999 SO26 في قاعدة بيانات مختبر الدفع النفاث لأجرام النظام الشمسي الصغيرة

- الاكتشاف · مخطط المدار ·  العناصر المدارية · المعلمات المادية

- (33793) 1999 SO26 على موقع ويكي سكاي: DSS2, SDSS, GALEX, IRAS, Hydrogen α, X-Ray, Astrophoto, Sky Map, Articles and images